# Saint-Germain-au-Mont-d'Or
Saint-Germain-au-Mont-d'Or is een gemeente in de Franse Métropole de Lyon (regio Auvergne-Rhône-Alpes). De plaats maakt deel uit van het arrondissement Lyon. Saint-Germain-au-Mont-d'Or telde op 1 januari 2022 3.037 inwoners.

## Geografie
De oppervlakte van Saint-Germain-au-Mont-d'Or bedroeg op 1 januari 2022 5,43 vierkante kilometer; de bevolkingsdichtheid was toen 559,3 inwoners per km².

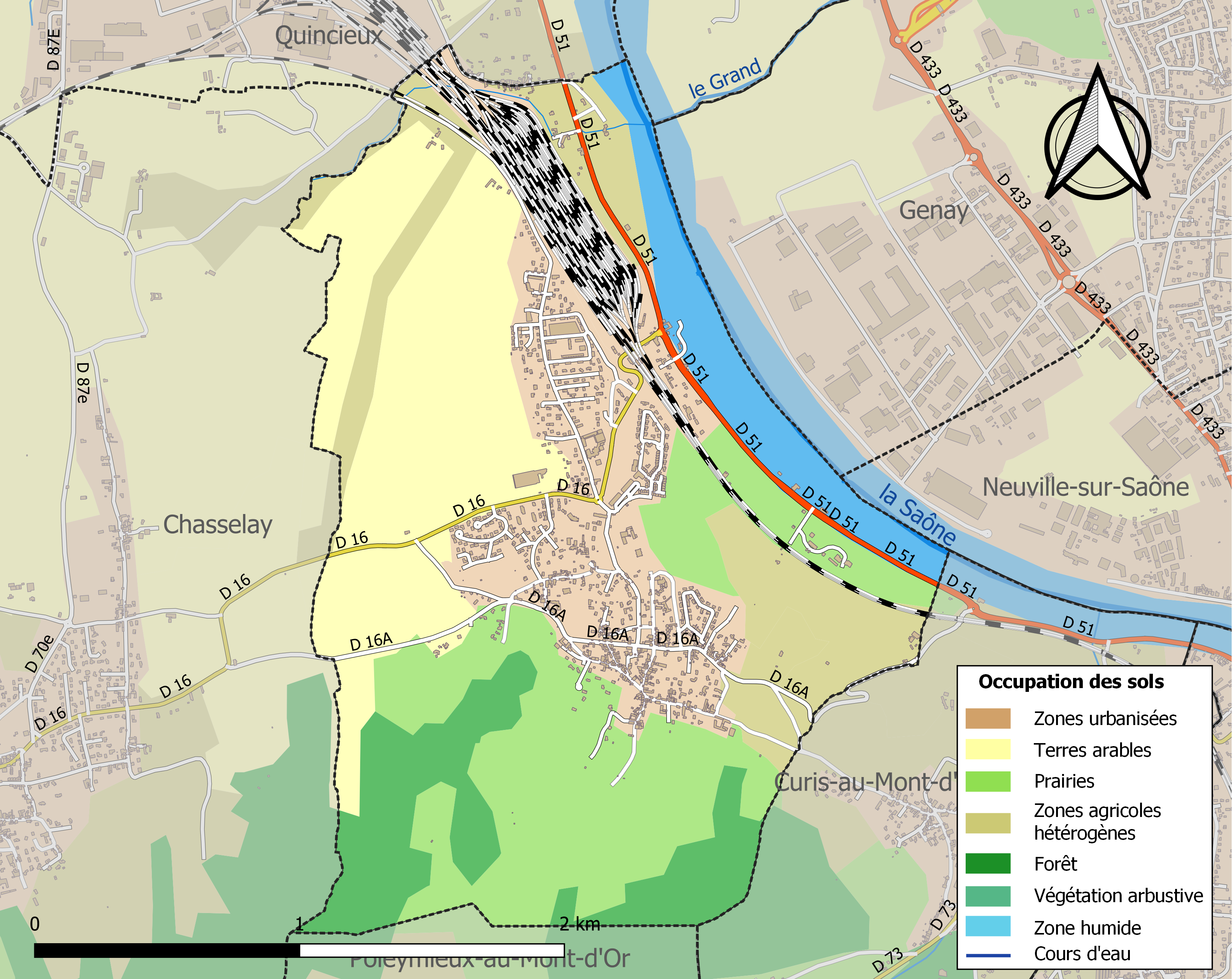
Kaart van de gemeente met de belangrijkste infrastructuur, bodemgebruik en omliggende gemeenten

## Verkeer en vervoer
In de gemeente ligt spoorwegstation Saint-Germain-au-Mont-d'Or.

## Demografie
Onderstaande figuur toont het verloop van het inwonertal (bron: INSEE-tellingen).

## Geboren
- Paul Roche-Ponthus (1919-2009), kunstschilder